# Bracon fuscipes
Bracon fuscipes är en stekelart som beskrevs av Gaspard Auguste Brullé 1846. Bracon fuscipes ingår i släktet Bracon och familjen bracksteklar. Inga underarter finns listade.